# 第25回カンヌ国際映画祭
第25回カンヌ国際映画祭（だい25かいカンヌこくさいえいがさい）は、1972年5月4日から19日にかけて開催された。

## 上映作品

### コンペティション部門
| 日本語題                         | 原題                                | 監督                       | 製作国           |
| -------------------------------- | ----------------------------------- | -------------------------- | ---------------- |
| ロバート・アルトマンのイメージズ | Image                               | ロバート・アルトマン       | アメリカ合衆国   |
|                                  | Chère Louise                        | フィリップ・ド・ブロカ     | フランス         |
|                                  | La Vraie nature de Bernadette       | ジル・カル                 | カナダ           |
|                                  | Das Unheil                          | ペーター・フライシュマン   | 西ドイツ         |
|                                  | Petrolejové Lampy                   | ユライ・ヘルツ             | チェコスロバキア |
| スローターハウス5                | Slaughterhouse-Five                 | ジョージ・ロイ・ヒル       | アメリカ合衆国   |
|                                  | Még Kér a Nép                       | ミクロシュ・ヤンチョー     | ハンガリー       |
| 突然の訪問者                     | The Visitors                        | エリア・カザン             | アメリカ合衆国   |
| 雪どけ                           | Les feux de la chandeleur           | セルジュ・コルベール       | フランス         |
|                                  | To Find a Man                       | バズ・キューリック         | アメリカ合衆国   |
|                                  | Malpertuis                          | ヘンリ・クメル             | ベルギー         |
|                                  | Perla w Koronie                     | カジミェシュ・クッツ       | ポーランド       |
|                                  | The Ruling Class                    | ピーター・メダック         | イギリス         |
|                                  | Ani Ohev Otach Rosa                 | モーシェ・ミズラヒ         | イスラエル       |
| 労働者階級は天国に入る           | La classe operaia va in paradiso    | エリオ・ペトリ             | イタリア         |
|                                  | Nous ne vieillirons pas ensemble    | モーリス・ピアラ           | フランス         |
| 大いなる勇者                     | Jeremiah Johnson                    | シドニー・ポラック         | アメリカ合衆国   |
| 黒い砂漠                         | Il caso Mattei                      | フランチェスコ・ロージ     | イタリア         |
|                                  | Trotta                              | ヨハネス・シャーフ         | 西ドイツ         |
| 沈黙 SILENCE                     | 沈黙 SILENCE                        | 篠田正浩                   | 日本             |
|                                  | Les Arpenteurs                      | ミシェル・ステー           | スイス           |
|                                  | King, Queen, Knave                  | イエジー・スコリモフスキ   | 西ドイツ         |
| 惑星ソラリス                     | Солярис                             | アンドレイ・タルコフスキー | ソビエト連邦     |
|                                  | A Fan's Notes                       | エリック・ティル           | カナダ           |
|                                  | Mimì Metallurgico Ferito Nell'onore | リナ・ウェルトミューラー   | イタリア         |

### 特別招待作品
| 日本語題               | 原題                         | 監督                       | 製作国         |
| ---------------------- | ---------------------------- | -------------------------- | -------------- |
|                        | Le Lys de Mer                | ジャクリーヌ・オードリー   | フランス       |
|                        | Alye Maki Lssyk-Kulja        | Bolot Chamchiev            | ソビエト連邦   |
| 夏の日のフォスティーヌ | Faustine et le bel été       | ニーナ・コンパネーズ       | フランス       |
|                        | La Derive                    | Paula Delsol               | フランス       |
|                        | La Dame de Constantinople    | Judit Elek                 | ハンガリー     |
| フェリーニのローマ     | Roma                         | フェデリコ・フェリーニ     | イタリア       |
| フレンジー             | Frenzy                       | アルフレッド・ヒッチコック | アメリカ合衆国 |
|                        | Papa, les Petits bateaux     | ネリー・カプラン           | フランス       |
| 冒険また冒険           | L'aventure, c'est l'aventure | クロード・ルルーシュ       | フランス       |
|                        | Marie Holdudvar              | マールタ・メーサーロッシュ | ハンガリー     |
| マクベス               | The Tragedy of Macbeth       | ロマン・ポランスキー       | イギリス       |
|                        | Brother Carl                 | スーザン・ソンタグ         | アメリカ合衆国 |
|                        | Le Danois Extravagant        | Kristen Stenbaek           | デンマーク     |
|                        | Ferrata                      | Malvina Ursureanu          | ルーマニア     |

## 審査員

### コンペティション部門
- ジョゼフ・ロージー （ アメリカ合衆国/監督） 審査員長
- アラン・タネール （ スイス/監督）
- マルク・ドンスコイ （ ソビエト連邦監督）
- ミロス・フォアマン （ チェコスロバキア/監督）
- ビビ・アンデショーン （ スウェーデン/女優）
- ジョルジオ・パピ （ イタリアプロデューサー）
- 登川直樹 （ 日本/批評家）
- ジャン・ロシュロー （ フランス/ジャーナリスト）
- アースキン・コールドウェル （ アメリカ合衆国/作家）
- ジョルジュ・オーリック （ フランス/作曲家）

## 受賞結果
- グランプリ：『黒い砂漠』（フランチェスコ・ロージ）、『労働者階級は天国に入る』（エリオ・ペトリ）
- 審査員特別グランプリ：『惑星ソラリス』（アンドレイ・タルコフスキー）
- 審査員賞：『スローターハウス5』（ジョージ・ロイ・ヒル）
- 監督賞：ミクロシュ・ヤンチョー （『Még kér a nép』）
- 男優賞：ジャン・ヤンヌ （『Nous ne vieillirons pas ensemble』）
- 女優賞：スザンナ・ヨーク （『ロバート・アルトマンのイメージズ』）
- 特別表彰：ジャン・マリア・ヴォロンテ （『黒い砂漠』、『労働者階級は天国に入る』）